# Карандаш и ластик
«Карандаш и ластик» — короткометражный рисованный мультипликационный фильм студии «Союзмультфильм» 1982 года, повествующий о том, что и противоположности могут найти общие стороны.
Первый из трёх сюжетов мультипликационного альманаха «Весёлая карусель» № 12.
В мультфильме звучат отрывки из произведения «Concerto Grosso № 1» Альфреда Шнитке.

## Сюжет
На большом белом поле встретились маленький птицеобразный Карандаш и большой бесформенный голубой Ластик. Подвижный Карандаш сразу принялся рисовать, но флегматичный Ластик тут же начал стирать художества. Дошло до драки, но помирившись они вместе создали монументальное произведение.
Своей работой Елена Гаврилко попыталась осмыслить проблему свободы творческого самовыражения.

## Создатели
- Кинорежиссёр, художник-постановщик и мультипликатор — Елена Гаврилко
- Композитор — Альфред Шнитке
- Гравюра — Д. Хинч
- Кинооператор — Борис Котов
- Звукооператор — Борис Фильчиков
- Редактор — Арнольд Григорян
- Директор съёмочной группы — Лилиана Монахова